# Cristòfol de Gualbes
Cristòfol de Gualbes (Barcelona ? - ? 1490 o 1491), fou un religiós català, inquisidor general d'Aragó, conseller del príncep de Viana i ambaixador de la Generalitat de Catalunya davant el Papa.

## Biografia
Probablement va ser frare de l'orde dels dominics, del convent de Lleida i mestre en teologia. També sembla que fou nomenat inquisidor general d'Aragó el 1452.
Posteriorment residí a Barcelona, on fou prior del convent dels frares predicadors de la ciutat del 1468 al 1471.
Va ser conseller del príncep de Viana. L'any 1463 va ser ambaixador de la Generalitat de Catalunya i del Consell de Cent davant del papa Pius II.
En la butlla en què Sixt IV nomenà Torquemada inquisidor general de València i Aragó, el Papa fa un elogi de Gualbes, el qual havia estat inquisidor general de València des de 1482.

## Obres
- Quaresmales
- Sermones
- Tractatus de Mauro Magno
- Tabula super opera S. Antonini de Florentia.